# 雅庫布·希爾基古斯
雅庫布·希爾基古斯（1989年2月2日—）是一位斯洛伐克足球運動員。在場上的位置是前鋒。他現在效力於波蘭足球乙級聯賽球隊雷索維亞。他也代表斯洛伐克國家足球隊參賽。